# Круковщизна (Сокульський повіт)
Круковщизна (пол. Krukowszczyzna) — село в Польщі, у гміні Корицин Сокульського повіту Підляського воєводства.
Населення — 255 осіб (2011).

## Демографія
Демографічна структура станом на 31 березня 2011 року:
|          | Загалом | Допрацездатний вік | Працездатний вік | Постпрацездатний вік |
| -------- | ------- | ------------------ | ---------------- | -------------------- |
| Чоловіки | 130     | 26                 | 91               | 13                   |
| Жінки    | 125     | 20                 | 74               | 31                   |
| Разом    | 255     | 46                 | 165              | 44                   |